# Heterogomphus effeminatus
Heterogomphus effeminatus är en skalbaggsart som beskrevs av Brett C.Ratcliffe 2006. Heterogomphus effeminatus ingår i släktet Heterogomphus och familjen Dynastidae. Inga underarter finns listade i Catalogue of Life.